# Дисперсійний аналіз
Дисперсійний аналіз (англ. analysis of variance (ANOVA)) являє собою статистичний метод аналізу результатів, які залежать від якісних ознак.

Кожен фактор може бути дискретною чи неперервною випадковою змінною, яку розділяють на декілька сталих рівнів (градацій, інтервалів). Якщо кількість вимірювань (проб, даних) на всіх рівнях кожного з факторів однакова, то дисперсійний аналіз називають рівномірним, інакше — нерівномірним.

В основі дисперсійного аналізу є такий принцип (факт з математичної статистики): якщо на випадкову величину діють взаємно незалежні фактори A, B, …, то загальна дисперсія дорівнює сумі дисперсій, зумовлених дією окремо кожного з факторів:

{\displaystyle \sigma ^{2}=\sigma _{A}^{2}+\sigma _{B}^{2}+\ldots }

## Задачі дисперсійного аналізу
В будь-якому експерименті середні значення досліджуваних величин змінюються у зв'язку зі зміною основних факторів (кількісних та якісних), що визначають умови досліду, а також і випадкових факторів. Дослідження впливу тих чи інших факторів на мінливість середніх є задачею дисперсійного аналізу.
Дисперсійний аналіз використовує властивість адитивності дисперсії випадкової величини, що обумовлено дією незалежних факторів. В залежності від числа джерел дисперсії розрізняють однофакторний та багатофакторний дисперсійний аналіз.
Дисперсійний аналіз особливо ефективний при вивченні кількох факторів. При класичному методі вивчення змінюють тільки один фактор, а решту залишають постійними. При цьому для кожного фактору проводиться своя серія спостережень, що не використовується при вивченні інших факторів. Крім того, при такому методі досліджень не вдається визначити взаємодію факторів при одночасній їх зміні. При дисперсійному аналізі кожне спостереження служить для одночасної оцінки всіх факторів та їх взаємодії.
Дисперсійний аналіз полягає у виділенні й оцінюванні окремих факторів, що викликають зміну досліджуваної випадкової величини. При цьому проводиться розклад сумарної вибіркової дисперсії на складові, обумовлені незалежними факторами. Кожна з цих складових є оцінкою дисперсії генеральної сукупності. Щоб дати оцінку дієвості впливу даного фактору, необхідно оцінити значущість відповідної вибіркової дисперсії у порівнянні з дисперсією відтворення, обумовленою випадковими факторами. Перевірка значущості оцінок дисперсії проводять з допомогою критерію Фішера.
Коли розрахункове значення критерію Фішера виявиться меншим табличного, то вплив досліджуваного чинника немає підстав вважати значущим. Коли ж розрахункове значення критерію Фішера виявиться більшим табличного, то цей фактор впливає на зміни середніх. Надалі ми вважаємо, що виконуються такі припущення:
1. Випадкові помилки спостережень мають нормальний розподіл.
2. Фактори впливають тільки на зміну середніх значень, а дисперсія спостережень залишається постійною.

Фактори, що розглядаються в дисперсійному аналізі, бувають трьох родів:
- з випадковими рівнями, коли вибір рівнів проходить з безмежної сукупності можливих рівнів та супроводжується рандомізацією і рівні вибираються випадковим чином;
- з фіксованими рівнями;
- змішаного типу — частина факторів розглядається на фіксованих рівнях, але рівні решти вибираються випадковим чином.

Дисперсійний аналіз застосовується в різних формах в залежності від структури об'єкту, що досліджується; вибір відповідної форми є однією з головних трудностей в практичному застосуванні аналізу.

## Однофакторний дисперсійний аналіз
Розглядається дія одиничного фактору А (кількісного чи якісного), котрий приймає k різних значень (рівнів фактора). Найпростіші розрахунки виходять при рівній кількості дослідів на кожному рівні фактора А.
| Номер досліду | Рівні фактору {\displaystyle A} | Рівні фактору {\displaystyle A} | Рівні фактору {\displaystyle A} | Рівні фактору {\displaystyle A} |
| Номер досліду | {\displaystyle {{a}_{1}}}       | {\displaystyle {{a}_{2}}}       | {\displaystyle ...}             | {\displaystyle {{a}_{k}}}       |
| 1             | {\displaystyle {{y}_{11}}}      | {\displaystyle {{y}_{12}}}      | {\displaystyle ...}             | {\displaystyle {{y}_{1k}}}      |
| 2             | {\displaystyle {{y}_{21}}}      | {\displaystyle {{y}_{22}}}      | {\displaystyle ...}             | {\displaystyle {{y}_{2k}}}      |
| …             | …                               | …                               | …                               | …                               |
| n             | {\displaystyle {{y}_{n1}}}      | {\displaystyle {{y}_{n2}}}      | …                               | {\displaystyle {{y}_{nk}}}      |

Дисперсійний аналіз можна провести за наступним алгоритмом:
1. Обчислити:
  1. суми за стовпцями: {\displaystyle {{A}_{i}}=\sum \limits _{j=1}^{n}{{y}_{ji}};}
  2. суму квадратів усіх дослідів: {\displaystyle S{{S}_{1}}=\sum \limits _{i=1}^{k}{\sum \limits _{j=1}^{n}{y_{ij}^{2}}};}
  3. суму квадратів сум за стовпцями, поділену на число дослідів в стовпці: {\displaystyle S{{S}_{2}}={\frac {1}{n}}\sum \limits _{i=1}^{k}{A_{i}^{2}};}
  4. квадрат загальної суми, поділений на число всіх дослідів (коректуючий член): {\displaystyle S{{S}_{3}}={\frac {1}{N}}{{\left(\sum \limits _{i=1}^{k}{{A}_{i}}\right)}^{2}};}
  5. суму квадратів для стовпчика: {\displaystyle S{{S}_{A}}=S{{S}_{2}}-S{{S}_{3}};}
  6. загальну суму квадратів, рівну різниці між сумою квадратів всіх дослідів та коректуючим членом: {\displaystyle S{{S}_{zag}}=S{{S}_{1}}-S{{S}_{3}};}
  7. залишкову суму квадратів для оцінки помилки експерименту: {\displaystyle S{{S}_{zal}}=S{{S}_{1}}-S{{S}_{2}};}
  8. дисперсію {\displaystyle s_{A}^{2}}: {\displaystyle s_{pom}^{2}={\frac {S{{S}_{A}}}{k-1}}};
  9. дисперсію: {\displaystyle s_{pom}^{2}}: {\displaystyle s_{pom}^{2}={\frac {S{{S}_{zal}}}{k\left(n-1\right)}}};
2. Результати розрахунків представити у вигляді таблиці дисперсного аналізу:

| Джерело дисперсії | Число ступенів вільності          | Сума квадратів               | Середній квадрат                             | Математичне сподівання середнього квадрату         |
| {\displaystyle A} | {\displaystyle k-1}               | {\displaystyle S{{S}_{A}}}   | {\displaystyle s_{A}^{2}}                    | {\displaystyle n\sigma _{A}^{2}+\sigma _{pom}^{2}} |
| Залишок           | {\displaystyle k\left(n-1\right)} | {\displaystyle S{{S}_{zal}}} | {\displaystyle s_{pom}^{2}}                  | {\displaystyle \sigma _{pom}^{2}}                  |
| Загальна сума     | {\displaystyle kn-1}              | {\displaystyle S{{S}_{zag}}} | {\displaystyle {\frac {S{{S}_{zag}}}{kn-1}}} |                                                    |

Якщо {\displaystyle {\frac {s_{A}^{2}}{s_{pom}^{2}}}\leq {{F}_{1-p}},} то вплив фактора {\displaystyle A} слід вважати незначним. При цьому загальна дисперсія {\displaystyle s^{2}} пов'язана тільки з фактором випадковості і може служити оцінкою для дисперсії відтворення. Така оцінка краща від {\displaystyle s_{pom}^{2}}, бо має більше число ступенів вільності.
Якщо ж справедлива нерівність

{\displaystyle {\frac {s_{A}^{2}}{s_{pom}^{2}}}>{{F}_{1-p}}\left({{f}_{1}},{{f}_{2}}\right),}

де {\displaystyle {{f}_{1}}=k-1} та {\displaystyle {{f}_{2}}=k\left(n-1\right)=N-k}, різниця між дисперсіями {\displaystyle s_{A}^{2}} та {\displaystyle s_{pom}^{2}} значна і, відповідно, значний вплив фактора {\displaystyle A}.

## Двофакторний дисперсійний аналіз
Детальніші відомості з цієї теми ви можете знайти в статті Двофакторний дисперсійний аналіз.